# Elektrociepłownia Poznań Garbary EC-1
Elektrociepłownia Poznań Garbary EC-1 – kompleks budynków elektrowni, zbudowany w Poznaniu w 1929 roku, na Ostrowie Tumskim. Jest to jedna z największych zabytkowych industrialnych budowli dwudziestolecia międzywojennego na terenie miasta. Stanowi ona przykład modernistycznej architektury przemysłowej.

## Topografia terenu
Elektrownia została wybudowana w północnej części Ostrowa Tumskiego, na rzecznym cyplu. Znajduje się o kilkaset metrów na północ od zabytkowej części Ostrowa, oddzielona torami kolejowymi. Budynek leży w bezpośrednim sąsiedztwie rzeki Warta. Znajduje się na uboczu historycznej części miasta.

## Historia
Intensywnie rozwijający się przemysł w Poznaniu, w drugiej połowie XIX wieku, przyczynił się do powstania nowych linii kolejowych. W roku 1872 powstała nowa linia bydgosko-toruńska, przebiegająca między fortem Winiary a północnymi obszarami miasta, na prawym brzegu Warty, przez Zawady i Główną, co miało znaczny wpływ na rozwój terenu przemysłowego w północno-wschodniej części miasta. Teren przemysłowy, który się rozciągał pomiędzy ul. Grobla a ul. Garbary, obejmował gazownię miejską z elektrownią, rzeźnię, targowisko, przeładownię i port rzeczny, a także uruchomioną w 1909 roku oczyszczalnię i przepompownię ścieków. Dalszy rozwój terenu był ograniczony przez wcześniej powstałe fortyfikacje pruskie. W 1902 roku przez Wilhelma II została wydana zgoda na likwidację wewnętrznego pierścienia fortyfikacyjnego.
Moc dotychczas obsługującej całe miasto elektrowni przy ulicy Garbary była nie wystarczająca, dlatego postanowiono w roku 1920 o budowie nowego zakładu. Budowę elektrowni powierzono w roku 1927 warszawskiej spółce akcyjnej „Siła i Światło”, jednemu z pierwszych polskich przedsiębiorstw oraz jednej z największych spółek akcyjnych dwudziestolecia międzywojennego. Projekt architektoniczny elektrowni został wykonany przez poznańskiego architekta Stefana Cybichowskiego. Jako miejsce budowy obiektu wybrano północną część Ostrowa Tumskiego, w bezpośredniej bliskości torów kolejowych i rzeki Warty, co ułatwiało transport węgla i chłodzenie turbin.
Elektrownia Garbary została oficjalnie uruchomiona 23 listopada 1929 roku. Dla mieszkańców przedwojennego Poznania nowa elektrownia miejska była monumentalnym symbolem nowoczesności. Na otwarciu w 1929 roku przemówił ówczesny prezydent Poznania Cyryl Ratajski: „Na miejscu gdzie stała warownia pruska, wzniesiono potężną świątynię pracy”.
Elektrownia powstawała w 3 etapach: „W pierwszej fazie budowy kompleksu uruchomiono ujęcie wody ze stacją pomp i filtrami mechanicznymi czerpanej z Warty wody, kotłownię parową, siłownię parową z turbogeneratorami, nastawnię elektryczną, a także osobną rozdzielnię prądu 6 kV. Czerpana z rzeki woda była oczyszczana mechanicznie na dwóch bębnowych filtrach sitowych, dalej była tłoczona za pomocą pomp elektrycznych do zasilania kotłów parowych i chłodzenia pary odlotowej z turbin. Pierwsze kotły parowe nie zachowały się, natomiast zachowały się kotły parowe, zbudowane w latach 1941–1942. Ostateczna realizacja projektu z drugiej połowy lat dwudziestych nastąpiła w 1952 roku”. W 1954 roku ostatecznie wyłączono starą elektrownię na ul. Grobla. Garbary stały się jedynym producentem prądu w mieście.
W 1965 roku przekształcono „Garbary” w elektrociepłownię, czyli dotychczasową produkcję energii elektrycznej zamieniono na produkcję energii cieplnej w postaci gorącej wody. Moc termiczna Elektrociepłowni Garbary równała się 165 MW.
Z biegiem czasu elektrociepłownia przestała spełniać dotychczasowe funkcje produkcyjne, dlatego na północnym wschodzie Poznania w latach 70. XX wieku rozpoczęto budowę nowej Elektrociepłowni Karolin.
Elektrociepłownia Garbary zakończyła swoją działalność w 2016 roku.

## Kompleks budynków
Kompleks Elektrociepłowni Garbary składa się z kilku obiektów:
- budynku głównego (maszynowni, kotłowni, nastawni i wieży nawęglania),
- fragmentu Fortu Roon,
- placu węglowego,
- bocznicy kolejowej,

- dawnej pływalni miejskiej[3].

## II wojna światowa
Strategiczne znaczenie elektrowni, spowodowało, że w czasie walk o Poznań w 1945 roku doszło do poważnych zniszczeń obiektu. Działania wojenne, a zwłaszcza intensywne walki w okolicy Poznańskiej Cytadeli spowodowały czasowe wyłączenie produkcji. Przerwa w dostawie energii elektrycznej trwała niespełna 20 dni (3–21 lutego 1945 roku). Produkcja prądu powróciła w tym samym roku 25 czerwca.

## Stan obecny
W 2019 roku spółka „Robyg” wykupiła działkę wraz ze znajdującą się na niej konstrukcją dawnej elektrowni. Spółka planuje wybudowanie na tym terenie osiedla mieszkaniowe. Komin obecnie już nie istnieje. W nocy 15 listopada 2020 roku został wysadzony. W planach jest przekształcenie całego terenu poprzemysłowego w dzielnicę mieszkaniowo-usługową. Najważniejsze budynki kompleksu (hala elektrowni, kotłownia czy reduta fortu Roon) według rozporządzenia konserwatora zabytków będą musiały pozostać.

## Kultura i turystyka
W 2017 roku w ramach projektu Europejskie Dni Dziedzictwa odbyło się zwiedzanie dawnej Elektrowni Garbary przeprowadzone przez przewodników i byłych pracowników zakładu. W tym samym roku od 23 czerwca do 17 września trwała wystawa czasowa w Śluzie Katedralnej pod tytułem „Elektrownia Garbary. Dokument potencjalny”, poświęcona historii obiektu. Wystawie także towarzyszyła publikacja o tym samym tytule.

## Galeria

Plan elewacji w 1929 roku
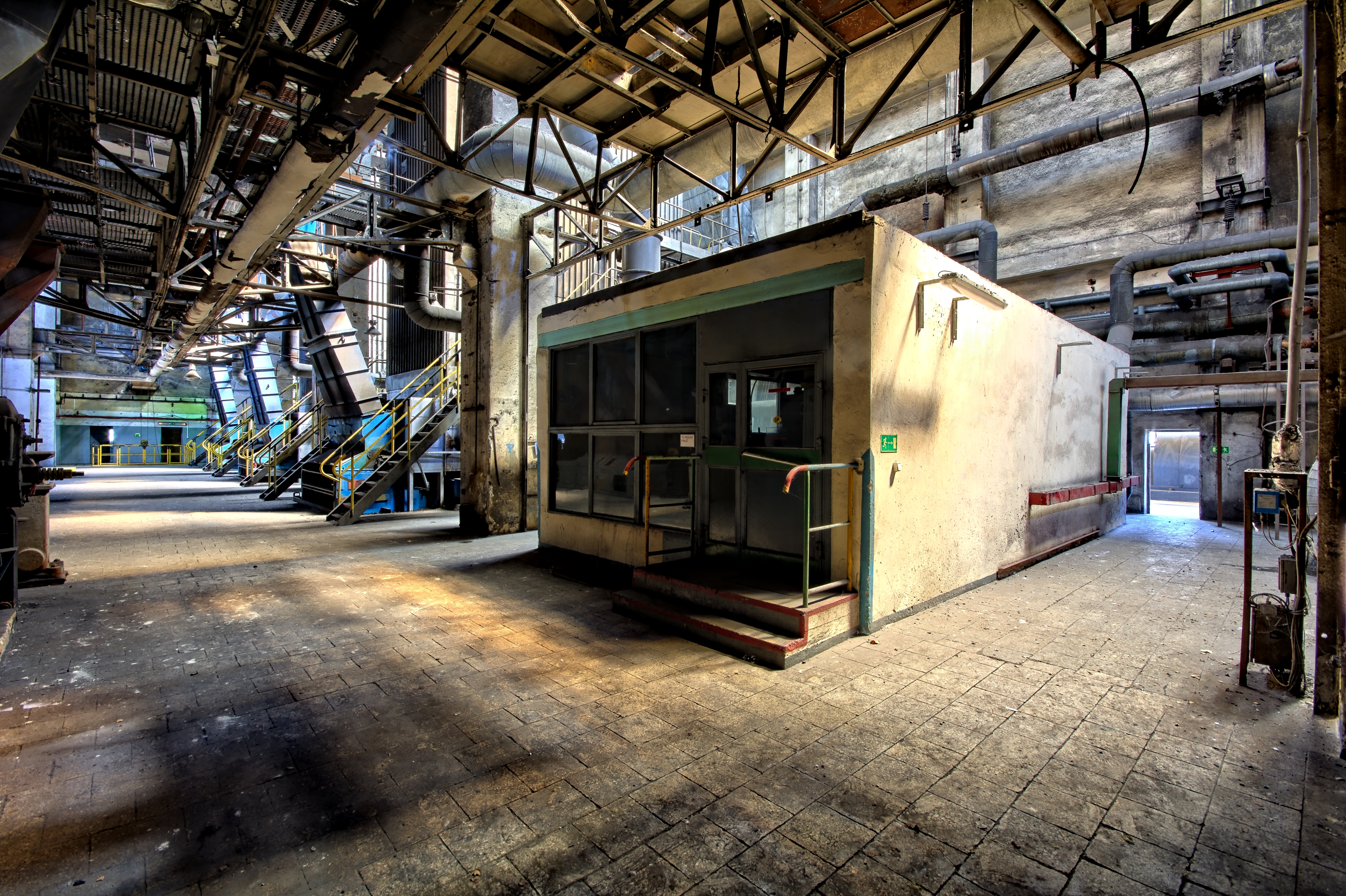
Hala pieców (2018)
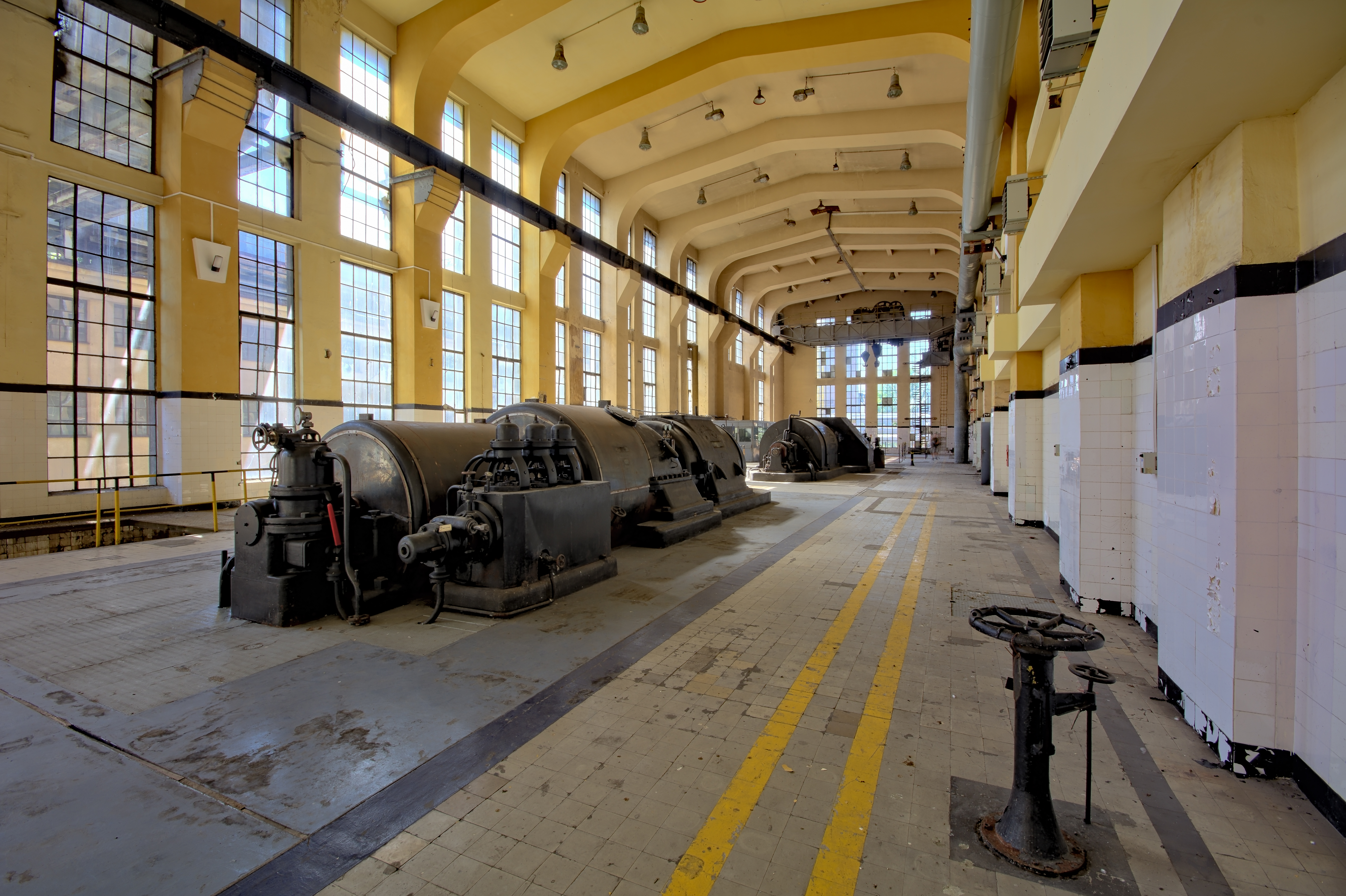
Hala turbin (2018)
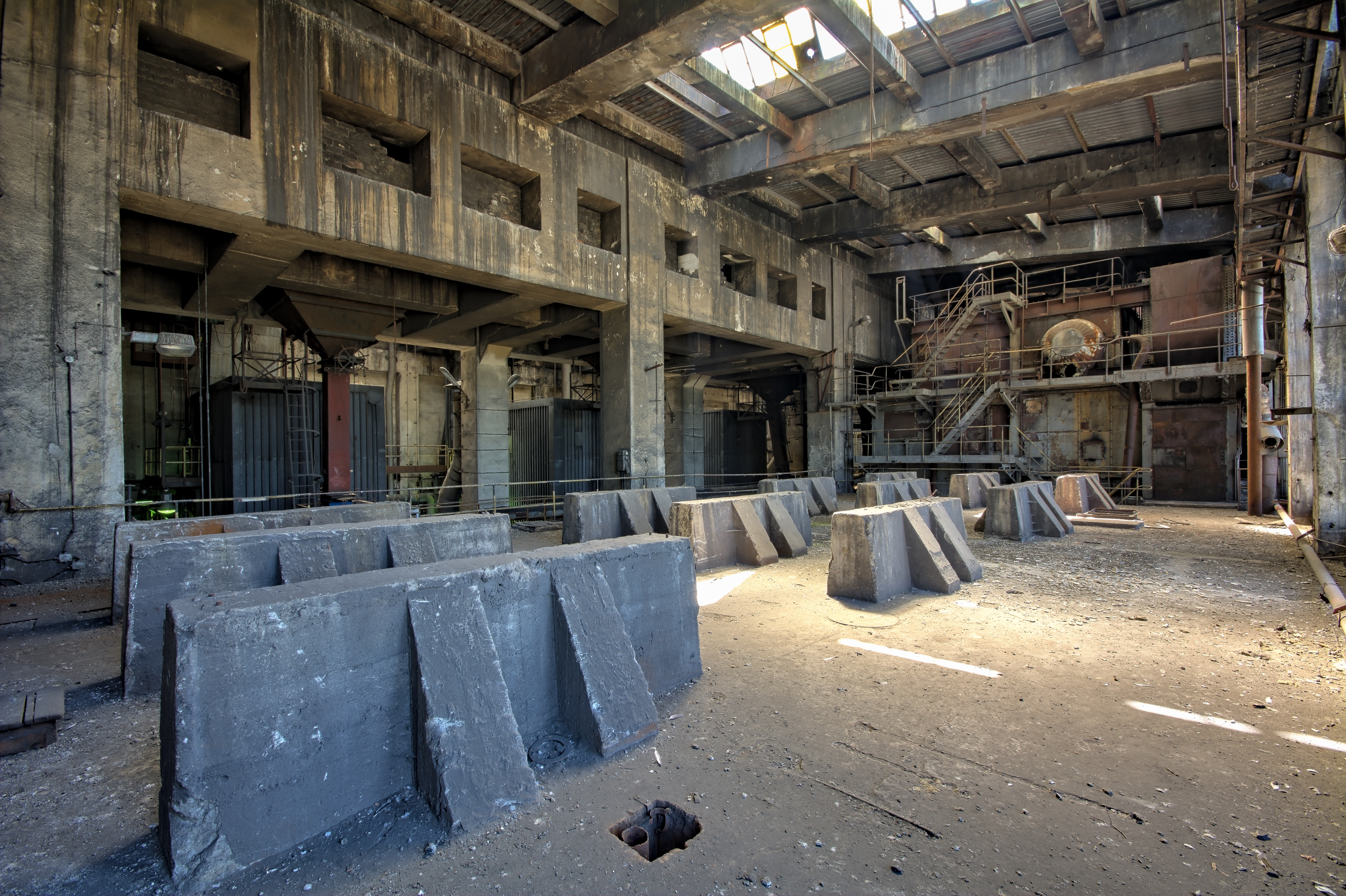
Poziom +1 (2018)
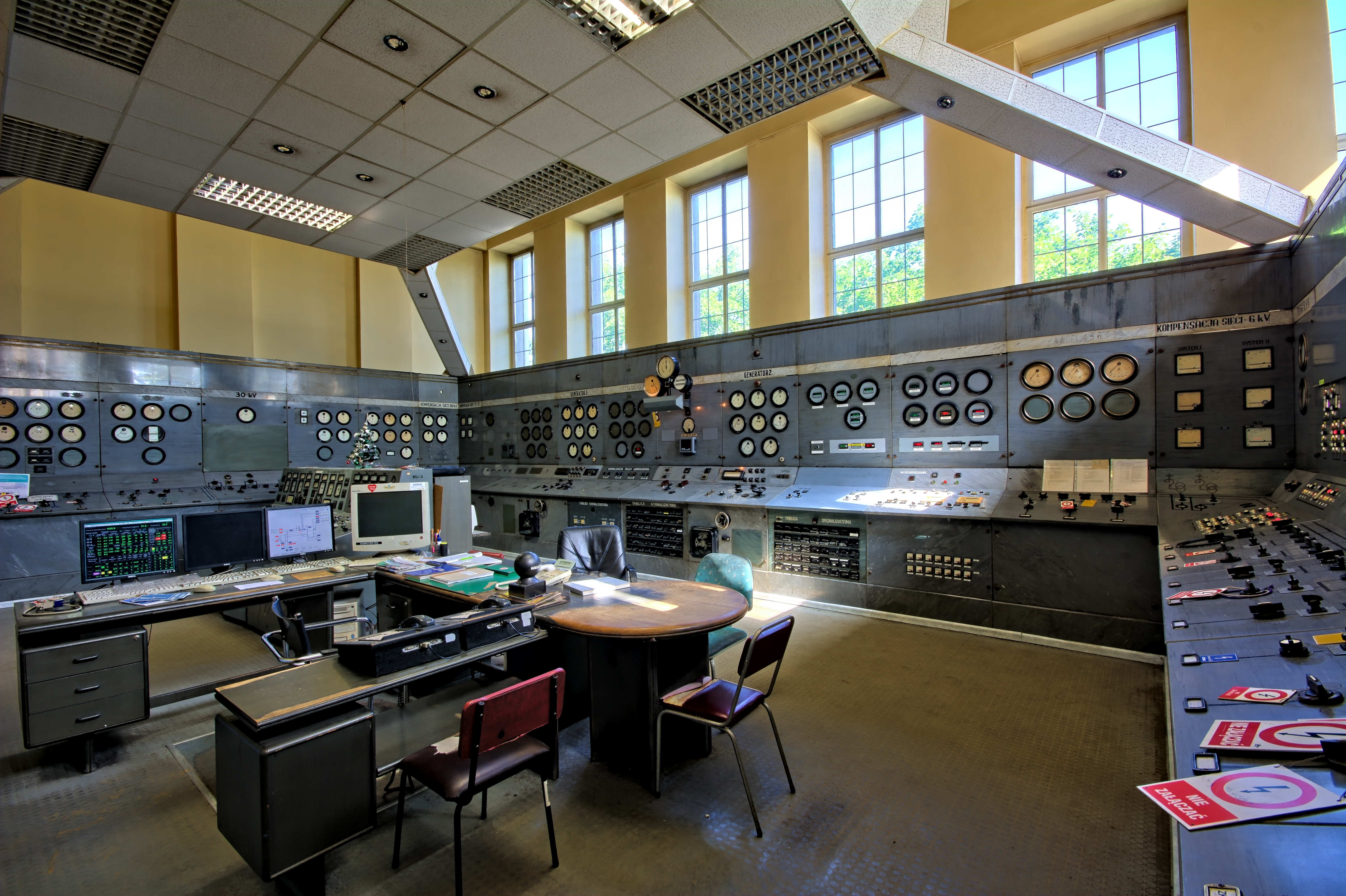
Sterownia (2018)